# Ale się kręci
Ale się kręci – polski serial komediowy w reżyserii Macieja Wojtyszki emitowany od 13 września do 25 października 2006 roku na antenie Polsatu.
Autorem scenariusza i dialogów był Krzysztof Jaroszyński. 

## O serialu
Akcja serialu toczyła się na planie fikcyjnej telenoweli Prosto w serce. Ukazywał on kulisy realizowania opery mydlanej w Polsce.

## Obsada
- Joanna Kurowska – jako Barbara Róziecka (lub Rusiecka) – Maria Dobrowolska w telenoweli Prosto w serce
- Piotr Gąsowski – jako Bogdan Kępka, były mąż Barbary Rózieckiej – Józef Dobrowolski w telenoweli Prosto w serce
- Jerzy Kryszak – jako Edward Kolenda, kierownik produkcji telenoweli
- Janusz Rewiński – jako Lucjan Grauer, reżyser telenoweli, partner Barbary Rózieckiej
- Łukasz Dziemidok – jako Inspicjent Michał Górecki
- Paulina Chruściel – jako aktorka Magda Szewczyk
- Iwona Wszołkówna – jako Celina Wyrwicz, scenarzysta telenoweli
- Tomasz Augustynowicz – jako ochroniarz Jarek
- Dorota Cempura – jako bufetowa Gienia Romanowska
- Hanna Chojnacka – jako kostiumograf Stefa
- Małgorzata Chojnowska-Wiśniewska – jako bufetowa Czesia Romanowska
- Piotr Furman – jako Wilhelm
- Jakub Gąsowski – jako Rafał Kępka, Rafał w telenoweli Prosto w serce
- Zuzanna Wojtal – jako Dominika Kępka, Dominika w telenoweli Prosto w serce
- Przemysław Kaczyński – jako Adaś, asystent reżysera
- Grzegorz Pawlak – jako Karol (lub Romuald; padają oba imiona) Pilski, producent telenoweli
- Krystyna Sienkiewicz – jako Matylda, ciotka Magdy
- Hanna Stankówna – jako Malwina, ciotka Magdy
- Julia Balsewicz – jako sekretarka planu Iwa
- Łukasz Nowicki – lektor

Ponadto:
- Przemysław Chojęta – jako rekwizytor
- Adrian Fijewski – jako dźwiękowiec
- Grzegorz Mielczarczyk – jako operator
- Włodzimierz Midak – jako dźwiękowiec Gronostaj
- Waldemar Nowak – jako dźwiękowiec
- Jacek Ryś – jako inżynier obrazu
- Jadwiga Szałańska – jako kamerzystka
- Małgorzata Wojciechowska – jako charakteryzatorka Kasia
- Ewelina Żak-Domarackas – jako garderobiana
- Justyna Sieńczyłło – jako Grażyna Mrugałowa, żona wicepremiera
- Barbara Babilińska – jako Iwona Maciejakowa
- Natalia Uliasz
- Patryk Kubiński
- Piotr Kulczycki
- Grażyna Budzińska
- Kazimierz Zientarski
- Marlena Lewicka
- Ryszard Wojtala
- Robert Jaroszek
- Małgorzata Czarnecka
- Jan Jakubowski
- Grażyna Węgiełek
- Justyna Jazowska
- Rafał Chołuj
- Mateusz Bodzioch
- Maciej Laprus – jako operator kamery

## Spis serii
| Seria | Seria | Sezon       | Odcinki | Premiera serii   | Finał serii          | Pora emisji | Średnia oglądalność |
| ----- | ----- | ----------- | ------- | ---------------- | -------------------- | ----------- | ------------------- |
|       | 1.    | jesień 2006 | 1–8 (8) | 13 września 2006 | 25 października 2006 | środa 20.45 | 1,4 mln             |

## Odbiór
Produkcja została nagrodzona na Festiwalu Dobrego Humoru (Gdańsk-Gdynia-Sopot) – statuetki otrzymali Iwona Wszołkówna w kategorii „Najlepsza aktorka komediowa” oraz reżyser, Maciej Wojtyszko, w kategorii „Najdowcipniejszy serial komediowy”.
Średnia oglądalność serialu wynosiła 1,4 mln widzów.